# UTC−4
UTC-4 — двадцятий часовий пояс. Має центральним меридіаном 60° зх.д. Час тут на чотири години відстає від всесвітнього та на шість - від київського
Географічні межі поясу:
- східна - 52°30' зх. д.
- західна - 67°30' зх. д.

Між цими меридіанами розташовані такі території: захід Ґренландії, крайній схід Північної Америки, острови Карибського басейну (Малі Антильські острови), середня смуга Південної Америки. Водночас частина вказаних територій використовує інші зміщення від UTC, а окремі території за межами географічного поясу UTC-4 використовують цей час.
У навігації позначається літерою Q (часова зона Квебек)

## Місцеві назви часового поясу UTC-4
- AST — Атлантичний стандартний час (Північна Америка)
- EDT — Східний літній час (Північна Америка)
- VET — Венесуельський час
- AMT — Амазонський час (Бразилія)
- BOT — Болівійський час
- CLT — Чилійський стандартний час

## Використання

### Постійно протягом року
- Антигуа і Барбуда
- Барбадос
- Болівія
- Бразилія - част.:
  - Амазонас (без крайнього заходу)
  - Мату-Ґросу
  - Мату-Ґросу-ду-Сул
  - Рондонія
  - Рорайма
- Велика Британія - част.:
  -  Ангілья
  -  Британські Віргінські Острови
  -  Монтсеррат
  -  Острови Теркс і Кайкос
- Венесуела
- Гаяна
- Гренада
- Домініка
- Домініканська Республіка
- Канада - част.:
  - Квебек - част.:
    - крайній схід
- КНР
  - Чанкень-Чжань (антарктична станція)
- Нідерланди - част.:
  -  Аруба
  -  Сінт-Мартен
- Південна Корея
  - Кінґ Сейонґ (антарктична станція)
- Сент-Вінсент і Гренадини
- Сент-Кіттс і Невіс
- Сент-Люсія
- США - част.:
  -  Американські Віргінські Острови
  -  Пуерто-Рико
- Тринідад і Тобаго
- Франція - част.:
  -  Гваделупа
  -  Мартиніка

### З переходом на літній час
- Велика Британія - част.:
  -  Бермудські Острови
  -  Фолклендські Острови
- Данія - част.:
  -  Гренландія - част.:
    - Каанаак з округою
- Канада - част.:
  - Нова Шотландія
  - Нью-Брансвік
  - Ньюфаундленд і Лабрадор
    - Регіон Лабрадор

  - Острів Принца Едуарда
- Парагвай
- Чилі (за винятком острова Пасхи та ХІІ регіону)

### Як літній час
- Багамські Острови
- Велика Британія - част.:
  -  Острови Теркс і Кайкос
- Гаїті
- Канада - част.:
  -  Квебек
  - Нунавут
    - східна частина

  - Онтаріо
    - східна та центральна частини
- Куба
- США - част.:
  - Округ Колумбія
  - Вермонт
  - Вірджинія
  - Делавер
  - Джорджія
  - Західна Вірджинія
  - Індіана
  - Кентуккі
  - Конектикут
  - Массачусетс
  - Мен
  - Меріленд
  - Мічиган
  - Нью-Гемпшир
  - Нью-Джерсі
  - Нью-Йорк
  - Огайо
  - Пенсільванія
  - Південна Кароліна
  - Північна Кароліна
  - Род-Айленд
  - Теннесі
  - Флорида

## Історія використання

### Як стандартний час
- Аргентина
- Бразилія - част.:
  - Акрі
  - Амазонас (крайній захід)
- Венесуела
- США
  - Пальмер (антарктична станція)
- Чилі(за винятком острова Пасхи), але включно з:
  - Капітан Прат (антарктична станція)
  - Ескудеро (антарктична станція)
  - Генерал О'Хіддінс (антарктична станція)
  - Оркадас (антарктична станція)
  - Теньєнте Рудольфо Марш (антарктична станція)

### Як літній час
- Велика Британія - част.:
  -  Острови Теркс і Кайкос
- Бразилія - част.:
  - Акрі
  - Амазонас
    - західна частина
- Колумбія
- Мексика — на таких територіях:
  - Штат Кінтана-Роо (1998)
- Перу
- Чилі (за винятком острова Пасхи)
- Ямайка